# Christian Panucci
Christian Panucci (Savona, Liguria, Italia, 12 de abril de 1973) es un exfutbolista y entrenador italiano. Actualmente está libre. Durante su carrera como jugador ocupaba la demarcación de lateral derecho y fue jugador del Real Madrid entre 1996 y 1999, con el que logró la ansiada "Séptima Copa de Europa", además de Liga, Supercopa de España y Copa Intercontinental. Fue internacional con la selección italiana en 57 partidos.

## Trayectoria

### Carrera previa a la Roma
Panucci inició su carrera deportiva en 1990, en el Genoa CFC y en 1993 fue transferido al AC Milan. Tras su etapa en el club rossonero, Panucci fichó por el Real Madrid CF, siendo el primer italiano en fichar por el club español. Después de 3 años en el club blanco, pasaría por Inter de Milán, Chelsea y AS Monaco. En 2001, Panucci fue cedido a la Roma. Antes de llegar al club capitalino, Panucci había ganado dos UEFA Champions League, dos Scudetti, dos Ligas y una Copa de la UEFA, entre otras.

### Carrera en la Roma
Tras su gran temporada como cedido en la Roma, Panucci fichó por el club a la temporada siguiente por casi 10 millones de euros.
Panucci se convirtió en una de las piezas clave del club; abandonó el club en enero de 2009 tras negarse a sentarse en el banquillo en un partido contra el Nápoles y no ser incluido en la convocatoria para el partido de la Roma en la Champions League. Retornó en febrero de 2009, tras pedir disculpas a los aficionados y la directiva del club giallorossa, finalmente su contrato expiró en junio de 2009, tras 7 años en el club romano.
En su total de temporadas, Panucci había disputado 311 partidos con la Roma y marcado 29 goles, convirtiéndose en el mayor defensa goleador de la historia del club.

### Parma FC

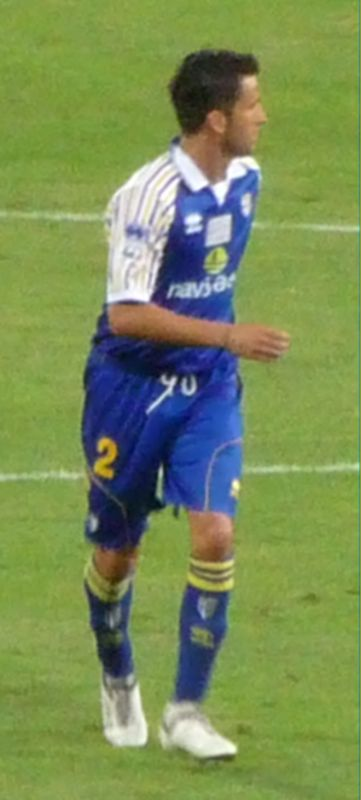
Panucci en un Udinese-Parma en 2009

En julio de 2009, Panucci firmó un contrato por un año con el recién ascendido Parma FC, su primer y único gol lo consiguió en un partido contra el Bolonia FC en diciembre. En febrero de 2010, Panucci anunció su marcha del club, debido a problemas personales.
En agosto de 2010, Panucci anunció su retiro del fútbol profesional declarando: «He tenido ofertas, pero siento que ya no tengo hambre».

## Selección nacional
Panucci debutó con la Selección italiana en 1994, en un partido contra Eslovenia de la clasificación para la Eurocopa 1996, sin embargo, no acudiría a los campeonatos internacionales debido a una disputa con el seleccionador italiano Arrigo Sacchi. Su primera gran competición llegó en el Mundial 2002 cuando fue convocado por Giovanni Trapattoni, donde Italia fue eliminada en octavos de final por Corea del Sur en un polémico partido repleto de fallos arbitrales en perjuicio de la Squadra Azzurra.
Panucci no participó en el Mundial 2006 al ser ignorado por el seleccionador Marcello Lippi, aun así, volvió a ser convocado para la selección con 34 años por Roberto Donadoni en los partidos contra Georgia, Escocia, Islas Feroe en la clasificación para la Eurocopa 2008.
En junio de 2008, Panucci marcó su último gol con la Azzurra en un partido contra Rumanía en la Eurocopa 08.

### Participaciones en Copas del Mundo
| Mundial                        | Sede                  | Resultado        |
| ------------------------------ | --------------------- | ---------------- |
| Copa Mundial de Fútbol de 2002 | Corea del Sur y Japón | Octavos de final |

### Participaciones en Eurocopas
| Torneo        | Sede            | Resultado        |
| ------------- | --------------- | ---------------- |
| Eurocopa 2004 | Portugal        | Primera fase     |
| Eurocopa 2008 | Austria y Suiza | Cuartos de final |

## Clubes

### Como jugador[3]
| Club           | País       | Año       |
| -------------- | ---------- | --------- |
| Genoa          | Italia     | 1991-1993 |
| AC Milan       | Italia     | 1993-1996 |
| Real Madrid    | España     | 1996-1999 |
| Inter de Milán | Italia     | 1999-2000 |
| Chelsea FC     | Inglaterra | 2000-2001 |
| Monaco         | Francia    | 2001      |
| AS Roma        | Italia     | 2001-2009 |
| Parma          | Italia     | 2009-2010 |

### Como entrenador[4]
| Club                           | País    | Año       |
| ------------------------------ | ------- | --------- |
| AS Livorno                     | Italia  | 2015-2016 |
| Ternana Calcio                 | Italia  | 2016      |
| Selección de fútbol de Albania | Albania | 2017-2019 |

## Palmarés

### Títulos nacionales
| Título             | Club              | Año  |
| ------------------ | ----------------- | ---- |
| Supercopa          | A. C. Milan       | 1993 |
| Campeonato de Liga | A. C. Milan       | 1994 |
| Supercopa          | A. C. Milan       | 1994 |
| Campeonato de Liga | A. C. Milan       | 1996 |
| Campeonato de Liga | Real Madrid C. F. | 1997 |
| Supercopa          | Real Madrid C. F. | 1997 |
| Copa               | A. S. Roma        | 2007 |
| Supercopa          | A. S. Roma        | 2007 |
| Copa               | A. S. Roma        | 2008 |

### Títulos internacionales
Nota (*) : incluyendo selección.
| Título                | Equipo *          | Año  |
| --------------------- | ----------------- | ---- |
| Europeo (sub-21)      | Italia (sub-21)   | 1994 |
| Europeo (sub-21)      | Italia (sub-21)   | 1996 |
|                       |                   |      |
| Liga de Campeones     | A. C. Milan       | 1994 |
| Supercopa de Europa   | A. C. Milan       | 1994 |
| Liga de Campeones     | Real Madrid C. F. | 1998 |
| Copa Intercontinental | Real Madrid C. F. | 1998 |